# Søra Stoløy
Søra Stoløy est une île norvégienne du comté de Hordaland appartenant administrativement à Bømlo.

## Description
Rocheuse et désertique, située directement au sud de Nordra Stoløy dont elle n’est séparée que de 25 m, elle s'étend sur environ 360 m de longueur pour une largeur approximative de 174 m.